# Кобилиці (Опольське воєводство)
Кобилиці (пол. Kobylice) — село в Польщі, у гміні Цисек Кендзежинсько-Козельського повіту Опольського воєводства.
Населення — 512 осіб (2011).

## Демографія
Демографічна структура станом на 31 березня 2011 року:
|          | Загалом | Допрацездатний вік | Працездатний вік | Постпрацездатний вік |
| -------- | ------- | ------------------ | ---------------- | -------------------- |
| Чоловіки | 253     | 47                 | 172              | 34                   |
| Жінки    | 259     | 50                 | 161              | 48                   |
| Разом    | 512     | 97                 | 333              | 82                   |